# Championnats du monde de pentathlon moderne 1977
Navigation
Édition précédente Édition suivante
Les championnats du monde de pentathlon moderne 1977, vingt-deuxième édition des championnats du monde de pentathlon moderne, ont eu lieu en 1977 à San Antonio, aux États-Unis.

## Podiums

### Hommes
| Épreuves    | Or                                                               | Argent                                                        | Bronze                                         |
| ----------- | ---------------------------------------------------------------- | ------------------------------------------------------------- | ---------------------------------------------- |
| Individuel  | Pologne Janusz Pyciak-Peciak                                     | Union soviétique Pavel Lednev                                 | Pologne Sławomir Rotkiewicz                    |
| Par équipes | Pologne Janusz Pyciak-Peciak Sławomir Rotkiewicz Zbigniew Pacelt | Union soviétique Pavel Lednev Sergey Ryabikin Aleksandr Tarev | Hongrie Pál Bakó Tibor Maracskó László Horváth |